# Comuna Valea Teilor, Tulcea
Valea Teilor este o comună în județul Tulcea, Dobrogea, România, formată numai din satul de reședință cu același nume.

## Demografie
Componența etnică a comunei Valea Teilor
     Români (71,99%)
     Romi (9,62%)
     Alte etnii (18,39%)
Componența confesională a comunei Valea Teilor
     Ortodocși (80,22%)
     Alte religii (0%)
     Necunoscută (19,78%)
Conform recensământului efectuat în 2021, populația comunei Valea Teilor se ridică la 1.289 de locuitori, în scădere față de recensământul anterior din 2011, când fuseseră înregistrați 1.447 de locuitori. Majoritatea locuitorilor sunt români (71,99%), cu o minoritate de romi (9,62%). Din punct de vedere confesional, majoritatea locuitorilor sunt ortodocși (80,22%), iar pentru 19,78% nu se cunoaște apartenența confesională.

## Politică și administrație
Comuna Valea Teilor este administrată de un primar și un consiliu local compus din 9 consilieri. Primarul, Violeta Andrei[*], de la Partidul Național Liberal, este în funcție din octombrie 2020. Începând cu alegerile locale din 2024, consiliul local are următoarea componență pe partide politice:
|  | Partid                          | Consilieri | Componența Consiliului | Componența Consiliului | Componența Consiliului | Componența Consiliului | Componența Consiliului |
|  | ------------------------------- | ---------- | ---------------------- | ---------------------- | ---------------------- | ---------------------- | ---------------------- |
|  | Partidul Național Liberal       | 5          |                        |                        |                        |                        |                        |
|  | Partidul Social Democrat        | 3          |                        |                        |                        |                        |                        |
|  | Alianța pentru Unirea Românilor | 1          |                        |                        |                        |                        |                        |